# Cristiano Pavone
Cristiano Pavone (* 28. Juni 1972 in Mailand) ist ein ehemaliger italienischer Fußballspieler.
Der Abwehrspieler war zu Beginn seiner Karriere bei Perugia und Lecco. 1994 wechselte er zum Zweitligisten Atalanta Bergamo, mit dem er den Aufstieg in die Serie A schaffte. Im nächsten Jahr erreichte Atalanta die Finalspiele der Coppa Italia 1995/96, die der AC Florenz gewann. Danach ging er zum FC Bologna, mit dem er nur um einen Platz die Teilnahme am UEFA-Pokal 1997/98 verpasste. 1998 qualifizierte sich Bologna für den UEFA Intertoto Cup, aber Pavone wechselte im Sommer zur US Lecce in die Serie B. Im November 1998 wurde er wegen Dopings mit Anabolika für drei Monate gesperrt. Am Ende der Runde stieg Lecce auf, schon in der Winterpause wechselte Pavone aber wieder in die Serie B zur US Salernitana. Nach Cosenza ging er zu Como, das 2002 aufstieg. Pavone wechselte aber zu Messina. Weitere Stationen waren der Drittligist FC Crotone, wieder Como (Serie B) und 2004/05 Ancona (Serie C2). Danach war er nur noch im Amateur-Fußball aktiv.